# Fred Willard
Frederick Charles "Fred" Willard, född 18 september 1933 i Shaker Heights i Ohio, död 15 maj 2020 i Los Angeles, var en amerikansk komiker, skådespelare och manusförfattare.
Han startade som komiker i början av 1960-talet då han uppträdde tillsammans med Vic Greco.
Willard och hans komedigrupp Ace Trucking Company framträdde mer än 50 gånger på The Tonight Show Starring Johnny Carson och på This Is Tom Jones. Willard var också med i runt hundra sketcher på The Tonight Show with Jay Leno.

## Filmografi (i urval)
- 1976 – Chicago-expressen
- 1984 – Spinal Tap
- 1987 – Roxanne
- 1996 – Waiting for Guffman
- 2003 – A Mighty Wind
- 2004 – Anchorman
- 2004 – Harold & Kumar Go to White Castle
- 2005 – Lilla kycklingen (röst)
- 2006 – Monster House (röst)
- 2008 – WALL-E
- 2013 – Anchorman 2
- 2020 – Space Force (TV-serie)